# Coleoxestia cinnamomea
Coleoxestia cinnamomea är en skalbaggsart som först beskrevs av Pierre Émile Gounelle 1909.  Coleoxestia cinnamomea ingår i släktet Coleoxestia och familjen långhorningar.
Artens utbredningsområde är Paraguay. Inga underarter finns listade i Catalogue of Life.